# Enílton
Enílton Menezes de Miranda, mais conhecido apenas como Enílton (Rio de Janeiro, 11 de outubro de 1977), é um ex-futebolista brasileiro que atuava como atacante.

## Carreira
Ficou conhecido por ter marcado o gol salvador do Sport no primeiro jogo da final da Copa do Brasil 2008, já que no jogo da volta o rubro-negro pernambucano venceu o Corinthians por 2–0 e se sagrou campeão.
Em março de 2012, acertou com o Comercial para a disputa do Campeonato Paulista. Após o término da competição, anunciou a sua aposentadoria.

## Títulos
Vitória
- Campeonato Baiano: 2004

Sport
- Campeonato Pernambucano: 2008
- Copa do Brasil: 2008[4]